# ベツレヘム
ベツレヘム（アラビア語: بَيْت لَحْم （Bayt Laḥm バイト・ラフム(標準語)、ベート・レヘム(口語)）、ヘブライ語: בֵּית לֶחֶם （Bēth Leḥem ベース・レヘム、現代音 Beyt Leḥem ベイト・レヘム、「パンの家」の意））は、パレスチナヨルダン川西岸地区南部にあるベツレヘム県の県都。
2017年の国勢調査人口は2万8591人。
経済は主に観光で成り立っている。
ヘブライ語聖書では「ダビデの町」とされ、新約聖書ではイエス・キリストの生誕地とされている。世界最古のキリスト教共同体が存在したが移住のため縮小していった。529年にサマリア人によって奪われたが東ローマ帝国のユスティニアヌス1世が再建した。637年、イスラム教の正統カリフ、ウマル・イブン・ハッターブによって征服された。1099年、十字軍はベツレヘムを陥落させた後、要塞化し東方正教会の神父からカトリックの神父に換えた。サラディンに街が落とされるとカトリックの神父は追い出された。1250年に始まるマムルーク朝により壁が破壊されたが、オスマン帝国の時代に再建された。
第1次世界大戦中にイギリスがオスマン帝国からその支配権をもぎ取ると、それは1947年のパレスチナ分割決議につながっていった。1948年第一次中東戦争が始まりヨルダンが併合した。1967年の第三次中東戦争ではイスラエルに占領された。1995年以降、ベツレヘムはパレスチナ自治政府が治めている。
ベツレヘムではムスリムが多数派だが、パレスチナにおける最大級のキリスト教コミュニティーも存在する。ベツレヘムの主要産業は観光で、クリスマスのピーク時には降誕教会への巡礼者が大勢押し寄せる。ベツレヘムはおよそ30件のホテルと300軒の手工芸品工房が存在する。ユダヤ教の重要な聖地、ラケル廟はベツレヘムの北部に位置する。ベツレヘムと同様に宗教的に重要な都市であるエルサレムとは10kmほどしか離れていないが、現在はイスラエルが建設した壁によって隔てられている。

## 歴史

### カナン人の時代
アマルナ文書（紀元前1400年ごろ）に初めて登場し、エルサレムの王が彼の支配者であるエジプトの王に、ハビル（もしくはアピル）の暴動から Bit-Lahmi を取り戻すのに助けを求めている。この名称は現代のものと似ており、ベツレヘムがカナン人の集落だったことを示すと考えられている。
ラフムはアッカドの神話に出る豊穣の神で、カナン人にラハムとして崇拝されていた。紀元前3,000年ごろ彼らは、現在「聖誕の丘」 (the Hill of the Nativity) として知られている丘の上に神を崇拝する神殿を建てた。町はラハムの家を意味する Beit Lachama として知られるようになった。ウィリアム・オルブライトは、発音が3,500年前からほぼ変わらずに残っているが意味は異なっていると記した。
カナン人の言葉では「神ラハムの神殿」、ヘブライ語とアラム語では「パンの家」を意味。アラビア語では先行言語で「パン」「食糧」を意味していた語が「肉」という語義に変化していることからアラビア語式に直訳することで「アラビア語では"肉の家"という意味を持つ」として紹介されることもしばしばだが、非アラビア語からの外来固有名詞ということで地名の由来としてはヘブライ語やアラム語などと同様にアラビア語圏でも「パンの家」という語義で解釈・説明されている。

### 古代イスラエル時代
2012年のダビデの町の発掘調査で古代ヘブライ語が書き込まれた bulla と呼ばれる印章が発見された。印章には「ベツレヘムの町から王へ」と書かれており、紀元前7世紀か8世紀ごろに税の支払いのために穀物やワインなどを出荷する際使用されたと思われる。
聖書学者はベツレヘムがユダ王国の山岳地帯にあり、肥沃を意味する聖書のエフラタと同じだろうと考えている。ミカ書にもベツレヘム・エフラタとして書かれている。聖書ではユダのベツレヘム、ダビデの町とも呼んでいる。タナハと聖書にはラケルが死に「行く道のかたわらに」埋葬されたと記されている。歴史的な墓所であるラケル廟はベツレヘムの入り口にある。ルツ記によれば、東に向かう谷はモアブのルツが落穂を拾い、ナオミとともに戻った場所である。イスラエルの王、ダビデの父エッサイが生まれ、預言者サムエルがダビデに油をそそいだ場所である。ダビデがアドラムの洞窟に隠れている際に3人の勇士が水を汲んできた井戸はベツレヘムの井戸である。

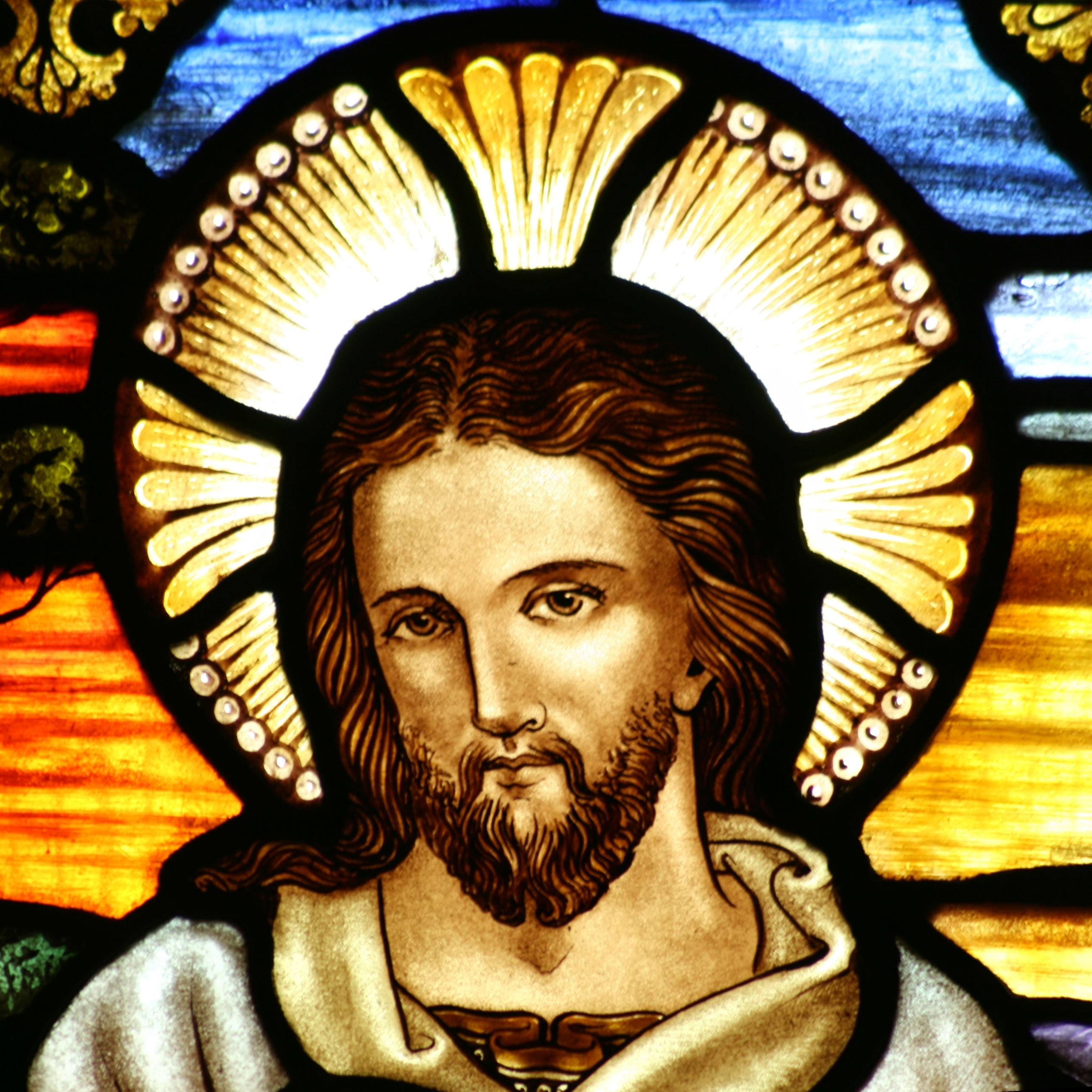
史料とキリスト教の伝承によると、イエス・キリストはベツレヘムに生まれた。

4世紀ごろに記されたボルドーの巡礼者の旅行記ではダビデやエゼキエル、アザフ、ヨブ、ソロモンの墓がベツレヘムの近くにあったという。これについては確たる証拠は何一つ存在しない。

### 古代ローマの時代

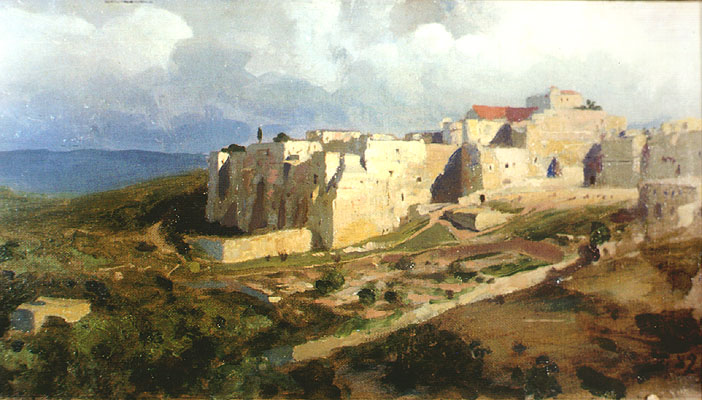
ベツレヘム, 1882年

132年から135年にかけバル・コクバの乱が起こったが結局ローマにより再度占領された。ユダヤ人の住民はハドリアヌスの軍隊に追い出された。ローマ人はギリシャ神話のアドーニスの神殿を生誕の地に建てた。東ローマ帝国初代皇帝コンスタンティヌス1世の母親、聖ヘレナが326年にベツレヘムを訪れたとき聖誕教会は建立された。
529年に起きたサマリア人の反乱時にベツレヘムは略奪され都市の壁と聖誕教会は破壊されたが、ユスティニアヌス1世の命により再建された。614年、ペルシャはユダヤ人の反乱に乗じ、パレスチナ・プリマ（第1パレスチナ）に侵攻、ベツレヘムを奪った。口伝によれば東方三博士がペルシャの装束で描かれていたため彼らは教会を破壊しなかった。

### イスラム教と十字軍の時代
637年、エルサレムが占領された直後、ウマル・イブン・ハッターブによりキリスト教徒が聖誕教会を使用することを認められた。彼の名を冠したオマールのモスク（ウマルのモスク）は彼が祈りを捧げた場所である教会の隣に、後の時代（1860年）に建設された。ベツレヘムはその後8世紀中はウマイヤ朝が支配し、9世紀にはアッバース朝が支配した。ペルシャ人の地理学者は9世紀中ごろに、よく保護され非常に崇敬されている教会があったと記している。985年、アラビア人地理学者アル・ムカッダーシーはベツレヘムを訪れ、その教会を「コンスタンティヌスのバシリカ、国中探してもこれほどのものは見つからない。」と記した。1009年、ファーティマ朝第6代カリフ、ハーキムは聖誕教会の破壊を命じたが地元のムスリムにより破壊は免れた。なぜなら彼らは南の翼廊で拝礼することが許されていたからである。
1099年、ベツレヘムは十字軍によって占領された。彼らは要塞化し聖誕教会の北側に新しく修道院を建てた。東方正教会の神父はその座から追い出され、代わりにカトリックの神父が納まった。その時点まではこの地域はエルサレム総主教庁(東方正教会)の管轄であった。1100年のクリスマス、ボードゥアン1世はベツレヘムでエルサレム王に戴冠した。また、同年にベツレヘムはカトリックの管轄となった。
1187年、アイユーブ朝のサラディンは十字軍の手からベツレヘムを取り戻した。カトリックの神父たちは退去させられた。1192年にはサラディンは2人の司祭と2人の助祭が戻ることを認めた。しかし、ヨーロッパの巡礼者は急激に減少し、彼らとの商取引が減ったことはベツレヘムにとって悩みの種となった。
ヌヴェール伯ギヨーム4世はベツレヘムの司教に、ムスリムの手によって陥落した場合はクラムシーの小さな町に招待することを約束し、1223年に司教はクラムシーに住み着いた。クラムシーには形だけの（in partibus infidelium）ベツレヘム司教座が1789年のフランス革命まで約600年間存在し続けた。
ベツレヘムは1229年にエルサレム、ナザレ、サイダとともにアイユーブ朝のスルタン、アル＝カーミルと神聖ローマ帝国のフリードリヒ2世の間で取り交わされた条約により、10年間の休戦を条件としてエルサレム王国に割譲された。条約は1239年に失効しベツレヘムは1244にムスリムによって奪還された。
1250年にバイバルスの下でマムルークの権力が強まり、キリスト教に対する寛容さは失われていった。神父たちは町を去り、1263年に都市の壁は破壊された。次の世紀にはカトリックの神父はベツレヘムに戻り、聖誕教会に隣接する修道院でその地位に就いた。エルサレム総主教庁(東方正教会)は聖堂の管理権を与えられ、ミルク・グロットをカトリックとアルメニア正教で共同管理することになった。

### オスマン帝国とエジプトの時代

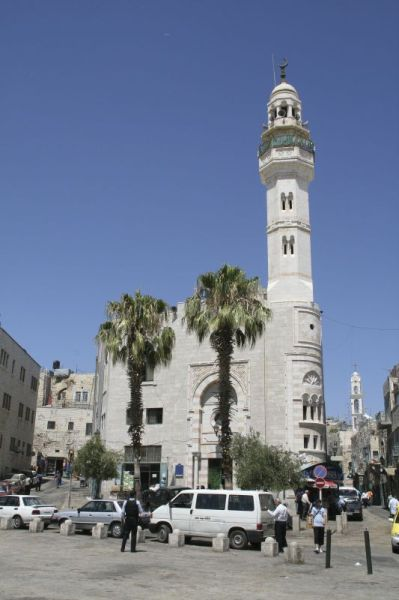
オマールのモスク, 1860年にウマルがベツレヘムで祈りを捧げたことを記念して立てられた。

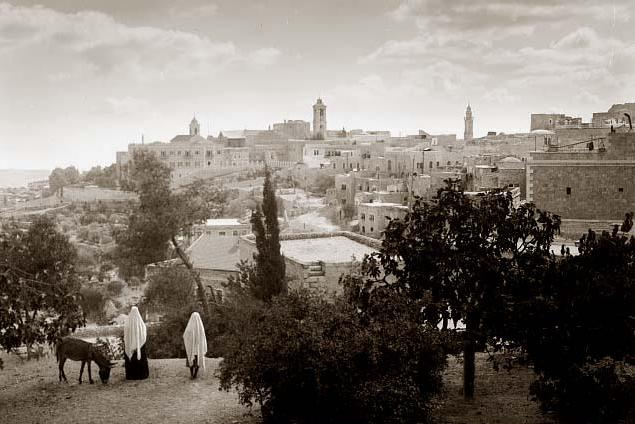
ベツレヘム, 1898年

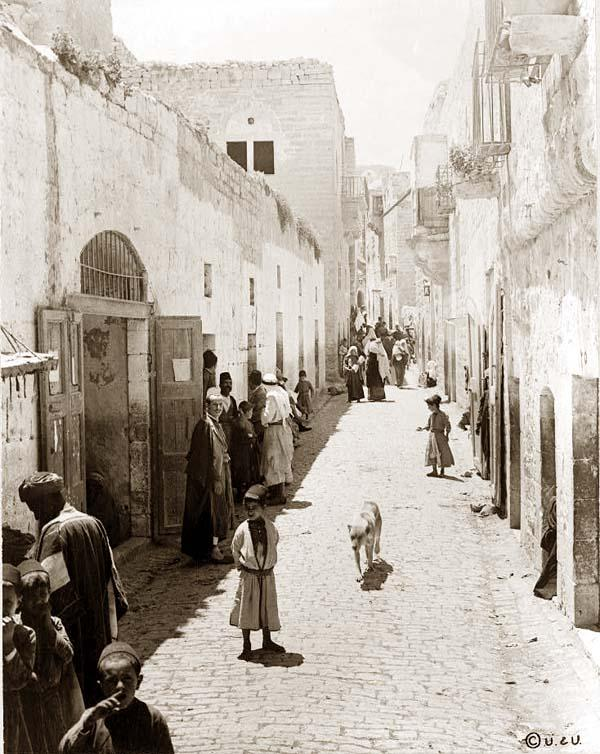
ベツレヘム市街, 1880年

オスマン帝国支配下の1517年から、教会の管理についてカトリック教会と正教会の間で論争が巻き起こった。16世紀の終わりまでに、エルサレム行政区の中で有数の都市となっており、7つの地域に細分化された。この時期 Basbus 家は、ベツレヘムの長として仕えていた。1596年から始まるオスマンの納税記録と人口調査では、ベツレヘムは人口1,435人で、当時のパレスチナでは13番目に大きい都市であり、その総収入は30,000アクチェであった。
小麦、大麦、ぶどうに課税されていた。ムスリムとキリスト教徒は異なるコミュニティーを形成し、それぞれの指導者を持っていた。5名の指導者が16世紀中ごろには存在し、そのうち3名はムスリムだった。納税記録によればキリスト教徒の税収は多く、人口が多かった、あるいはブドウよりも税収の多い穀物の栽培に力をいれていたのかもしれない。
1831年から1841年にかけて、パレスチナはエジプトのムハンマド・アリー朝の支配下にあった。この時期に街は地震に襲われた。1834年にイブラーヒーム・パシャによる反乱鎮圧の一環として、エジプト軍によりムスリム地区が破壊された。1841年、反乱は鎮圧され、第一次世界大戦が終わるまで、オスマン帝国の支配下となった。オスマン支配下では、失業や徴兵制度、重い課税などの様々な問題に直面し、その結果、大量の移民が発生した。特に南アメリカに移住する者が多かった。1850年代に、あるアメリカ合衆国の宣教師は、人口は4,000人以下で、ほぼ全員が正教会に属していると伝えている。彼は、水不足が町の発展を妨げているとも伝えている。

### 近代
1920年から1948年までベツレヘムはイギリス委任統治領パレスチナの一部であった。1947年の国際連合総会におけるパレスチナ分割決議案で、ベツレヘムは国連統治地域となった。ヨルダンは第一次中東戦争時にベツレヘムを占領し、1947年から1948年にかけてイスラエルの占領地から多数の難民がベツレヘム地域に逃れてきた。正式な難民キャンプとなった北部のアイダ・キャンプ、アッザ・キャンプ（ベイト・ジブリン）と南部のデヘイシャに主に居住した。難民の流入によって多数派はキリスト教徒からムスリムに変わった。
ベツレヘムは、1967年の第三次中東戦争（六日間戦争）で他のヨルダン川西岸地区とともにイスラエルに占領されるまでヨルダンが支配した。この後にイスラエルはベツレヘムを支配し、1995年、イスラエルは暫定自治拡大合意（オスロⅡ）に基づき、パレスチナ自治政府に引き渡した。

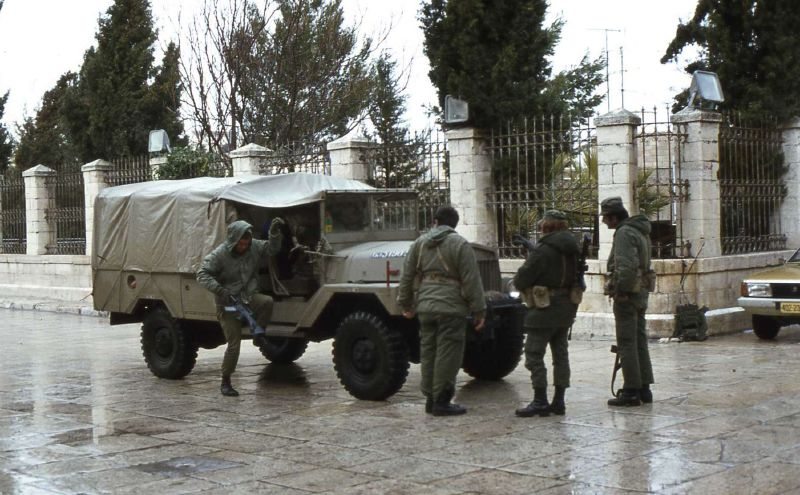
ベツレヘムのイスラエル軍兵士, 1978年

今日、ベツレヘム近隣の町、居住区は西にベイト・ジャラ、東にベイト・サフール、南にデヘイシャ、北（エルサレム付近）にハル・ホマが存在する。しかし北側はイスラエル西岸地区の分離壁によって隔てられている。

### 現在

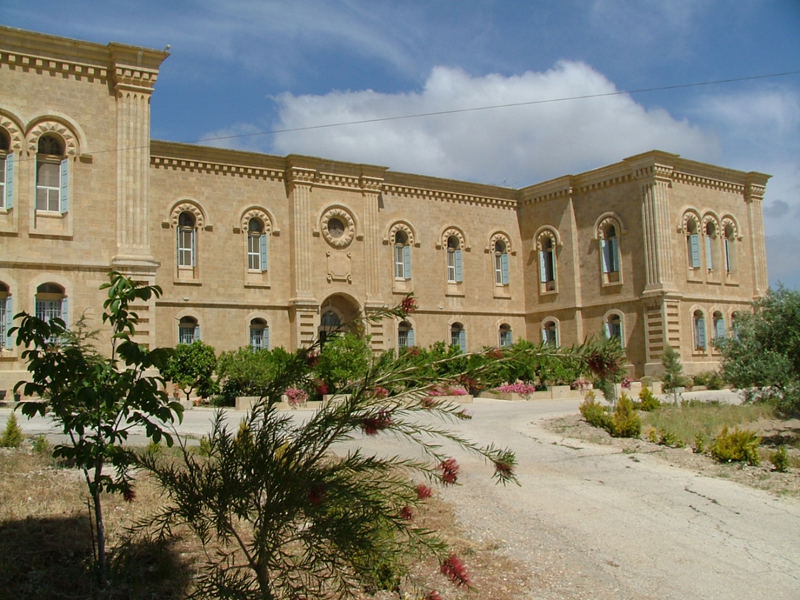
ベツレヘムの聖心イエス会の司祭たちの住居, 2008年

1995年12月21日にイスラエル軍はベツレヘムから撤退、その3日後1995年の暫定自治拡大合意に準拠して、パレスチナ自治政府は都市と軍を支配下に治めた。
2000年から2005年に第2次インティファーダ（アル・アクサー・インティファーダ）が起こり、ベツレヘムのインフラと観光業は被害をこうむった。これに対しイスラエル国防軍は反撃として2002年に防御の盾作戦を発動、その戦闘地域の中心となった。
この戦闘の際に、パレスチナ過激派が多数退避していた降誕教会をイスラエル国防軍は包囲した。包囲は39日間続き、神父が軟禁され何人かの過激派が死亡した。最終的に過激派13名を国外追放することで決着した。

## 地理
ベツレヘムは海抜約775mに位置し、近隣のエルサレムと比べて30mほど高い。ユダヤ山地の南方に位置する。
ガザおよび地中海から北東におよそ73km、アンマンから西におよそ75km、テルアビブから南東におよそ59km、エルサレムからは南におよそ10kmである。近隣の町はベイト・サファファとエルサレムが北に、ベイト・ジャラが北西、フサンが西に、アル・ハデルとアルタスが南西に、ベイト・サフールが東にある。ベイト・ジャラ以降の町はベツレヘムと都市的集積地域を形成している。アイダとアッザの難民キャンプは市域内に存在する。
ベツレヘムの中心地は古くからの市街となっており、8つの区域に分かれモザイク状になり、メンジャー広場を取り囲んでいる。キリスト教徒の区域は an-Najajreh、al-Farahiyeh、al-Anatreh、al-Tarajmeh、al-Qawawsa、Hreizat があり、al-Fawaghreh が唯一のムスリムの区域である。キリスト教区域のほとんどは、そこに住んでいたガッサーン族にちなんで命名されている。Al-Qawawsa は18世紀に近隣のテコアから移住したアラブ人キリスト教徒たちが作った。旧市街の外にはシリア人の区域もあり、元はトルコのミディヤットやMa'asartの住民である。旧市街の総人口は約5,000人である。

## 気候
ベツレヘムは地中海性気候に属し、夏は暑く乾燥しており冬は寒い。冬（12月中旬から3月中旬）の天気は寒く降水もある。1月が最も寒い月で気温は1°Cから13°Cほどである。5月から9月までは暖かく、8月は最も暑い月で30°C以上となる。ベツレヘムは年平均700ミリの雨量があり、そのうち70%は11月から1月にかけてである。
ベツレヘムの年平均相対湿度は60%で1月から2月にかけてが最も高い。5月に最も低くなり、夜露は年間で最大180日発生する。昼を中心に発生する地中海からの風の影響を受けるが、4月から6月中旬にかけてはアラビア砂漠のハムシンと呼ばれる熱風にも影響を受ける。
| ベツレヘムの気候       | ベツレヘムの気候 | ベツレヘムの気候 | ベツレヘムの気候 | ベツレヘムの気候 | ベツレヘムの気候 | ベツレヘムの気候 | ベツレヘムの気候 | ベツレヘムの気候 | ベツレヘムの気候 | ベツレヘムの気候 | ベツレヘムの気候 | ベツレヘムの気候 | ベツレヘムの気候 |
| 月                     | 1月              | 2月              | 3月              | 4月              | 5月              | 6月              | 7月              | 8月              | 9月              | 10月             | 11月             | 12月             | 年               |
| ---------------------- | ---------------- | ---------------- | ---------------- | ---------------- | ---------------- | ---------------- | ---------------- | ---------------- | ---------------- | ---------------- | ---------------- | ---------------- | ---------------- |
| 平均最高気温 °C （°F） | 12 (54)          | 13 (55)          | 16 (61)          | 22 (72)          | 26 (79)          | 28 (82)          | 30 (86)          | 30 (86)          | 28 (82)          | 26 (79)          | 20 (68)          | 14 (57)          | 22.1 (71.8)      |
| 平均最低気温 °C （°F） | 5 (41)           | 5 (41)           | 7 (45)           | 10 (50)          | 14 (57)          | 17 (63)          | 19 (66)          | 19 (66)          | 17 (63)          | 15 (59)          | 11 (52)          | 7 (45)           | 12.2 (54)        |
| 平均降雨日数           | 12               | 11               | 9                | 4                | 2                | 0                | 0                | 0                | 0                | 3                | 7                | 11               | 59               |
| 平均降雪日数           | 1                | 1                | 0                | 0                | 0                | 0                | 0                | 0                | 0                | 0                | 0                | 1                | 3                |
| 出典：myweather2.com   |                  |                  |                  |                  |                  |                  |                  |                  |                  |                  |                  |                  |                  |

## 人口統計

### 人口
| 年           | 人口        |
| ------------ | ----------- |
| 1867         | 3,000-4,000 |
| 1945         | 8,820       |
| 1961         | 22,450      |
| 1983         | 16,300      |
| 1997         | 21,673      |
| 2000         | 21,947      |
| 2007         | 25,266      |
| 2008（推定） | 25,641      |
| 2009（推定） | 26,351      |
| 2010（推定） | 27,079      |
| 2011（推定） | 27,827      |
| 2012（推定） | 28,596      |
| 2013（推定） | 29,380      |
| 2014（推定） | 30,176      |
| 2015（推定） | 30,983      |
| 2016（推定） | 31,799      |
| 2017         | 28,591      |

オスマン帝国の納税記録によれば16世紀初頭にはキリスト教徒は人口のおよそ60パーセントを占めていたが、16世紀半ばにはキリスト教徒とムスリムの比率は半々になっていた。16世紀の終わりまでムスリムの住民は成人男性287人全員の納税記録が残されている。オスマン帝国全体でキリスト教徒のような非ムスリムは、ジズヤを支払うことを要求されていた。1867年、あるアメリカ人は町には3,000から4,000人住んでいて、そのうち約100人はプロテスタントで、約300人はムスリム、残りはカトリックと東方正教会、それと少数はアルメニア正教に属していると記している。同年の他の報告ではキリスト教徒は3,000人でムスリムが50人と記している。
1948年の都市の宗教別人口比率は、キリスト教徒が85%でほとんどがギリシャ正教とローマ・カトリック、13%がムスリムとなっている。1967年イスラエルが実施した人口調査によると、14,439人が住民登録しており、人口の53.9%、7,790人がムスリムであった、キリスト教徒は様々な教派を合わせて46.1％、6,231人であった
1997年のパレスチナ中央統計局（PCBS）の人口調査では21,673人で、そのうち難民が6,568人、総人口の30.3％となっている。1997年のベツレヘムの住民の年齢分布は、10歳以下が27.4%、10代は20%、20代は17.3%、30歳から44歳までが17.7%、45歳から64歳までが12.1%、65歳以上が5.3%となっている。男女別に見ると男性が11,079人、女性は10,594人である。
2007年の調査では男性12,753人、女性12,513人、計25,266人となっている。6,709の住居が存在し、5,211世帯が生活している。1世帯は平均4.8人の家族で構成されている。
2005年までに住民のキリスト教徒の割合は劇的に減少し、40%から50%程度である。旧市街に存在するモスクはメンジャー広場にあるオマールのモスクのみである。

### キリスト教徒の人口
630年代のムスリムによるレバント征服からキリスト教徒たちは、（多くの者は民族的にアラブ人のガッサーン族ではあったが）アラブ化していった。al-Farahiyyah と an-Najajreh はガッサーン族を祖先に持つアラブ人キリスト教徒の一族である。al-Farahiyyah はイエメンとワディ・ムーサから移住した一族であり、an-Najajreh はナジュラーンから移住した一族である。別の一族である al-Anatreh もまたガッサーン族を祖先に持つ。

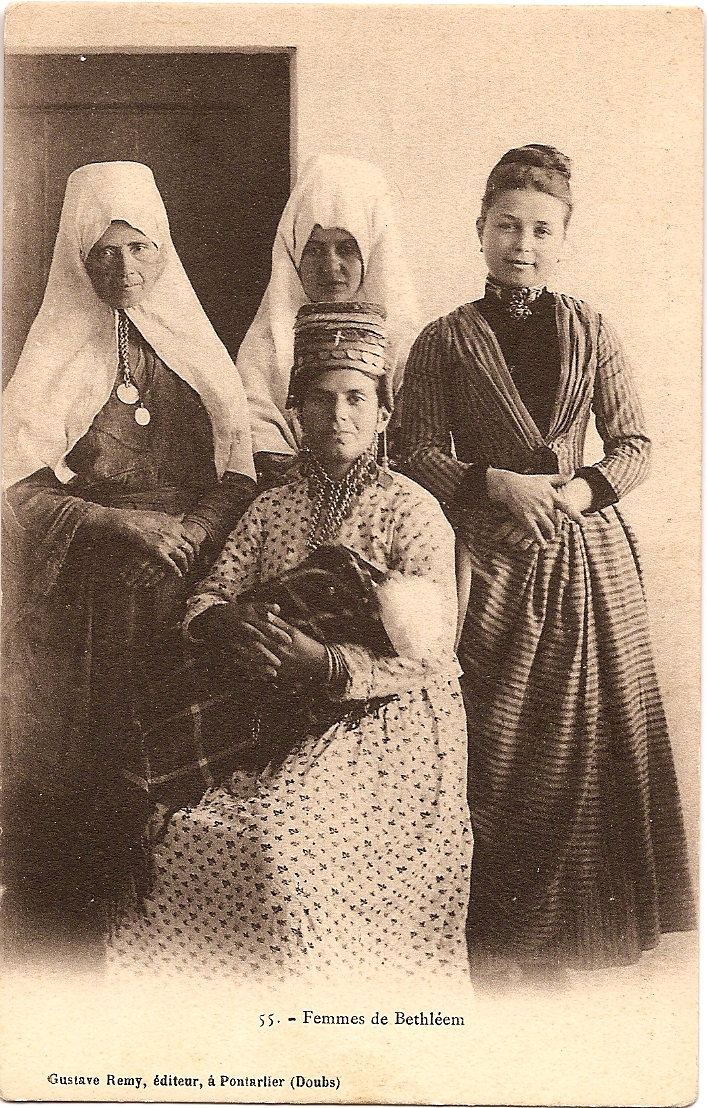
ベツレヘムのキリスト教徒の女性たち, 1911年

キリスト教徒人口の割合は着実に低下している。主な要因は移民であるが、低い出生率も低下の要因となっている。1947年にはキリスト教徒は人口の85％を占めていたが、1998年までには40％まで減少した。2005年に当時のベツレヘム市長ヴィクトル・バタルセは「物理的または心理的なストレスと悪い経済状況により多くの人々が移住している。キリスト教徒でもムスリムでも。しかしキリスト教徒でより顕著となっている、なぜならすでに少数派となっているからである。」と説明した。パレスチナ自治政府はキリスト教徒との平等に努めているが、予防治安部隊と過激派による暴力事件が存在した。
第2次インティファーダが起こり観光客が減少すると、外国人観光客用のサービスを提供しているものやホテルの所有者である一部のキリスト教徒に経済的な打撃を与えた。キリスト教徒の流出に対しての統計分析は、中流階級にとって経済活動の環境が無いこと、高等教育を受けられないことが原因となっていると指摘した。第2次インティファーダ以降、キリスト教徒のうち10%が街を去った。
2006年に Palestinian Centre for Research and Cultural Dialogue はキリスト教徒に対し世論調査を行った。回答のうち、ムスリムに友人がいる（90%）、政府は市内にあるキリスト教の遺産に敬意を払っている（73.3%）、イスラエルへの旅行制限はキリスト教徒の流出に起因している（78%）となった。しかし、ムスリムによる迫害がキリスト教徒の人口を減少させる主な原因であると主張するものもいる。

## 経済
みやげ物の販売はベツレヘムにとって大きな産業である。特にクリスマスシーズンになると、大通りには店が立ち並び、手工芸品やスパイス、宝飾品、バクラヴァなどのお菓子を販売している。オリーブの木彫物は、ベツレヘムを訪れた旅行者に一番人気の商品である。真珠母を使った装飾品もあり、こちらもオリーブのもの同様人気がある。他にも石や大理石を加工したものや織物、家具、調度品などがある。ベツレヘムの工場では塗料やプラスチック、合成ゴム、医薬品、レンガ、タイルなどの建設資材、パスタや菓子類を中心とした食料品なども生産している。
クレミザンワインは1885年に生産が始まりクレミザン修道院の修道士の手によって醸造されている。ブドウは主にアル・ハデル地区で栽培されている。2007年のワイン生産量は年間およそ700,000リットルである。
2008年、当時首相であり前財務長官のサラーム・ファイヤードの呼びかけによってベツレヘムでパレスチナ投資会議が開催された。会議では、1000人以上集まったビジネスマン、銀行家、政府の代表者らに中東全域からヨルダン川西岸地区およびガザ地区への投資を呼びかけた。パレスチナ自治区への事業投資には、総額14億米ドルが集まった。

### 観光

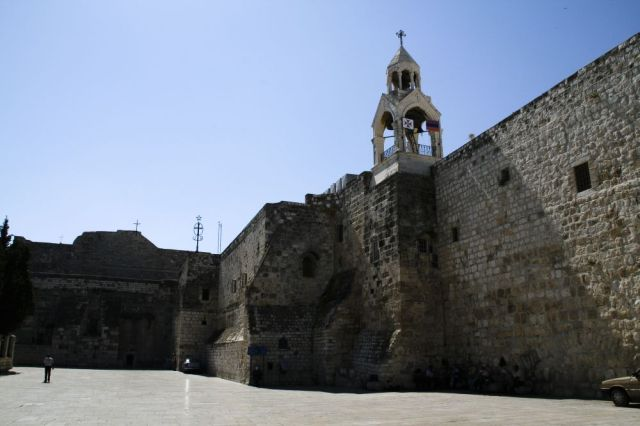
聖誕教会

観光は、ベツレヘムの最も主要な産業で、地域経済の発展に重要な役割を果たしている。労働者の20％は、この産業に従事し、ベツレヘムには毎年200万人以上の人が訪れる。
都市の財源の65%近くが観光によるものであり、政府の財源として見ても11％にもなる。
降誕教会はベツレヘムの主要な観光名所であり、キリスト教巡礼者を引き寄せている。都市の中心部、メンジャー広場にあり、聖なる洞窟（the Holy Crypt）と呼ばれるイエスが降誕したとされる洞窟の上に存在する。近くには聖家族がエジプトに避難する前に隠れていたミルク・グロットがある。隣にある洞窟はヒエロニムスが宗教改革まで権威あるラテン語訳聖書とされたヴルガータ制作のために、30年過ごしたと言われている。
ベツレヘムには、およそ30のホテルがある。教会近くのジャシル・パレスは1910年に建てられベツレヘムで最も古いホテルである。イスラエルとパレスチナ間の紛争のため2000年に閉鎖したが、2005年にジャシル・パレス・インターコンチネンタル・ベツレヘムとして再オープンした。
第1次インティファーダの前までは、その観光収入によりイスラエルで職を探す必要性は薄かった。しかしイスラエル西岸地区の分離壁により観光客が減るとほとんどの住民はかろうじて生計を立てている状態である。1997年、イスラエル軍はイスラエルからラケル廟へ向かう者を守るため、ベツレヘムからラケル廟へ至る主要道を遮る形で壁を建造した。これにより聖書にもある古くからのルートが切断された。イスラエル側からラケル廟へ訪れる者の数が増加しているのに対し、パレスチナ側からは減っている。

## 宗教

### イエスの生誕地

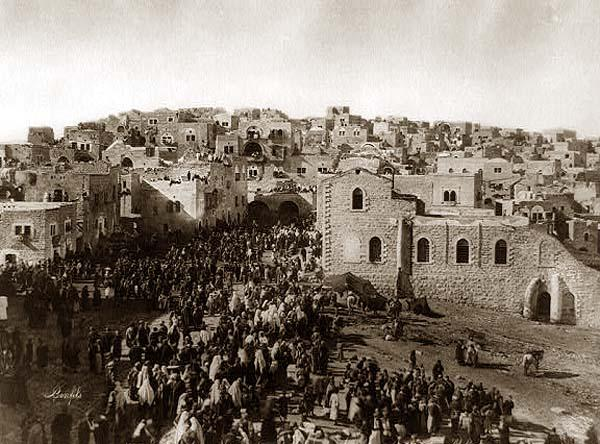
クリスマスの巡礼者, 1890年

新約聖書には、イエス・キリストはベツレヘムで生まれたとする記述がある。ルカによる福音書によると、イエスの両親はナザレに住んでいたがクレニオ（キリニウス）の人口調査のためベツレヘムに戻り、そこでイエスは生まれた後にまたナザレに戻ったという。マタイによる福音書では生誕前にナザレに住んでいたことは書かれておらず、またナザレに行ったのは迫害を逃れるためと書かれている。またミカ書にある言葉をベツレヘムにメシアが生まれる預言と捉えていた。
現代の学者の中には、イエスがベツレヘムで生まれたことを疑問視している者もおり、聖書のこの話は歴史的な記述ではなく、イエスの誕生を預言の成就、そしてダビデ王の系譜とイエスを結びつけるために考え出された象徴的な話であると見ている。2005年に考古学者のAviram OshriはArchaeology誌で、イエスが生まれた当時、現在のベツレヘムには定住の痕跡は存在しないと指摘し、イエスは「ガリラヤのベツレヘム」に生まれたのではないかと仮説を立てた。2011年、Biblical Archaeology Review誌で、ジェローム・マーフィー・オコナーは、伝統的な立場からイエスはエルサレム近くのベツレヘムで生まれたと反論した。
キリスト教弁証家ユスティノス（100年? - 165年?）は「ユダヤ人トリュフォンとの対話」の中で、町の外の洞窟で生まれたと書いている。
子供がベツレヘムで生まれたとき、ヨセフは町に宿を借りられなかった。そこで彼は町の外にある洞窟を仮宿とし、そこでマリアがイエスを産み、イエスを飼い葉桶に置き、そしてアラビアから来た東方三博士が、そこでイエスに出会った。—ユスティノス、ユダヤ人トリュフォンとの対話 78章
オリゲネス（185年? - 254年?）によれば、ベツレヘムにある洞窟で生まれたとしている。
ベツレヘムの洞窟は彼が生まれ、飼い葉桶の中で産着にくるまれた場所である。そしてその場所の情報は伝わり、外国人が信仰を示し、キリスト教徒に崇敬されるイエスが、確かにこの洞窟で生まれた。—オリゲネス、ケルスス反論 第1巻51章

### クリスマスの祝い

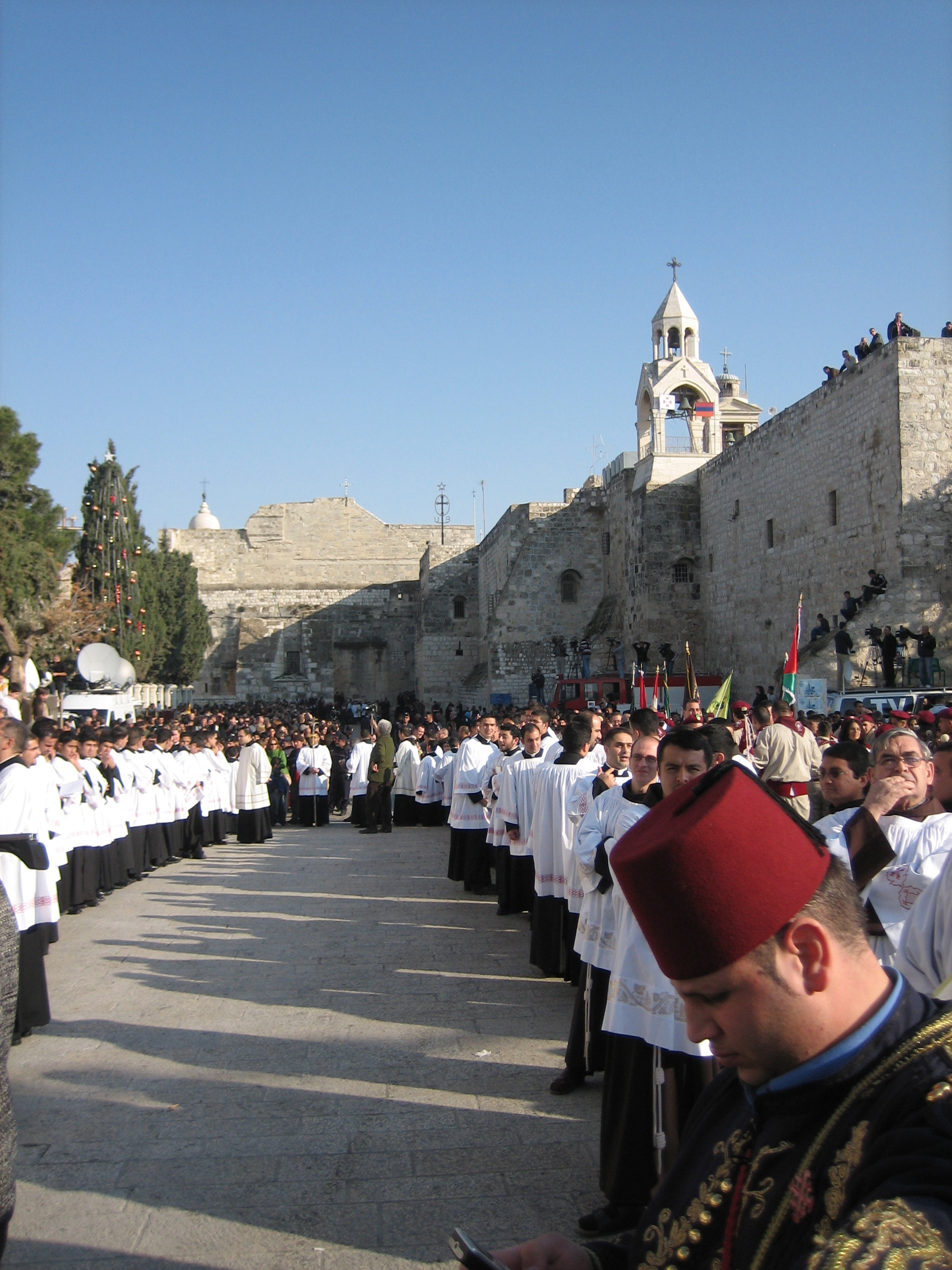
クリスマス・イヴのカトリックの行列, 2006年

ベツレヘムではクリスマスの祝祭は、3つの異なる期間に執り行われている。12月25日はカトリック教会とプロテスタントにとって伝統的な祝日である。しかしエルサレム総主教庁、コプト正教会、シリア正教会では1月6日から祝い、アルメニア正教会では1月18日から祝う。いくつもの宗教的な行事と行列から成り、多くの行列ではメンジャー広場を通って聖誕教会に向かう。カトリック教会では聖カタリナ教会で祝い、プロテスタントは羊飼いの野で祝いの行事を行う。

### その他宗教行事
ベツレヘムは、パレスチナの伝承にゆかりのある聖人と預言者の祝祭を行う。聖ゲオルギオス、またはアル・ハデルの祝祭は毎年5月5日から6日にかけてキリスト教徒とムスリムの間で行われる。エリヤの奇跡を記念して執り行われる聖エリヤの祝祭は8月2日に行われ、これもまたキリスト教徒とムスリムがともに祝う。

## 文化

### 民族衣装

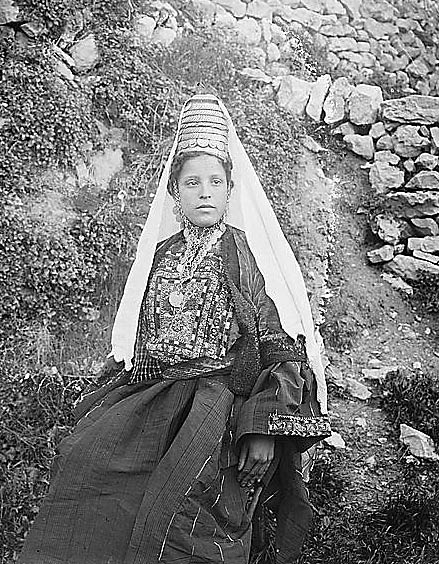
ベツレヘムの民族衣装を着た女性

女性の民族衣装は、強い光沢と鮮やかな色彩を持つことで知られ、伝統的な花嫁衣装である。よりカジュアルな服装は藍色の服に一部が羊毛で織られたビシュトを上から羽織っていた。特別な行事では縞模様の絹織りの服にベツレヘム・ジャケットとして知られる taqsireh という短めの上着を羽織っていた。taqsireh はベルベットやブロード製で通常大きな刺繍がしてあった。上着の下の衣服は翼のような広い袖を持ち、短い上着から袖が垂れ下がるようになっていた。金糸や銀糸、絹糸の使い方が独特で、様式化された花柄を描き出している。この技法は古典的で格式高い花嫁衣裳（thob malakにtaqsirehを羽織り、shatwehsという帽子を被る）に使われている。ビザンツ様式にこの技法は取り入られ、またオスマン帝国の支配者階級の正装にも取り入られた。教会の祭服にもその豪華な刺繍と銀の錦織は表されている。

### 螺鈿細工

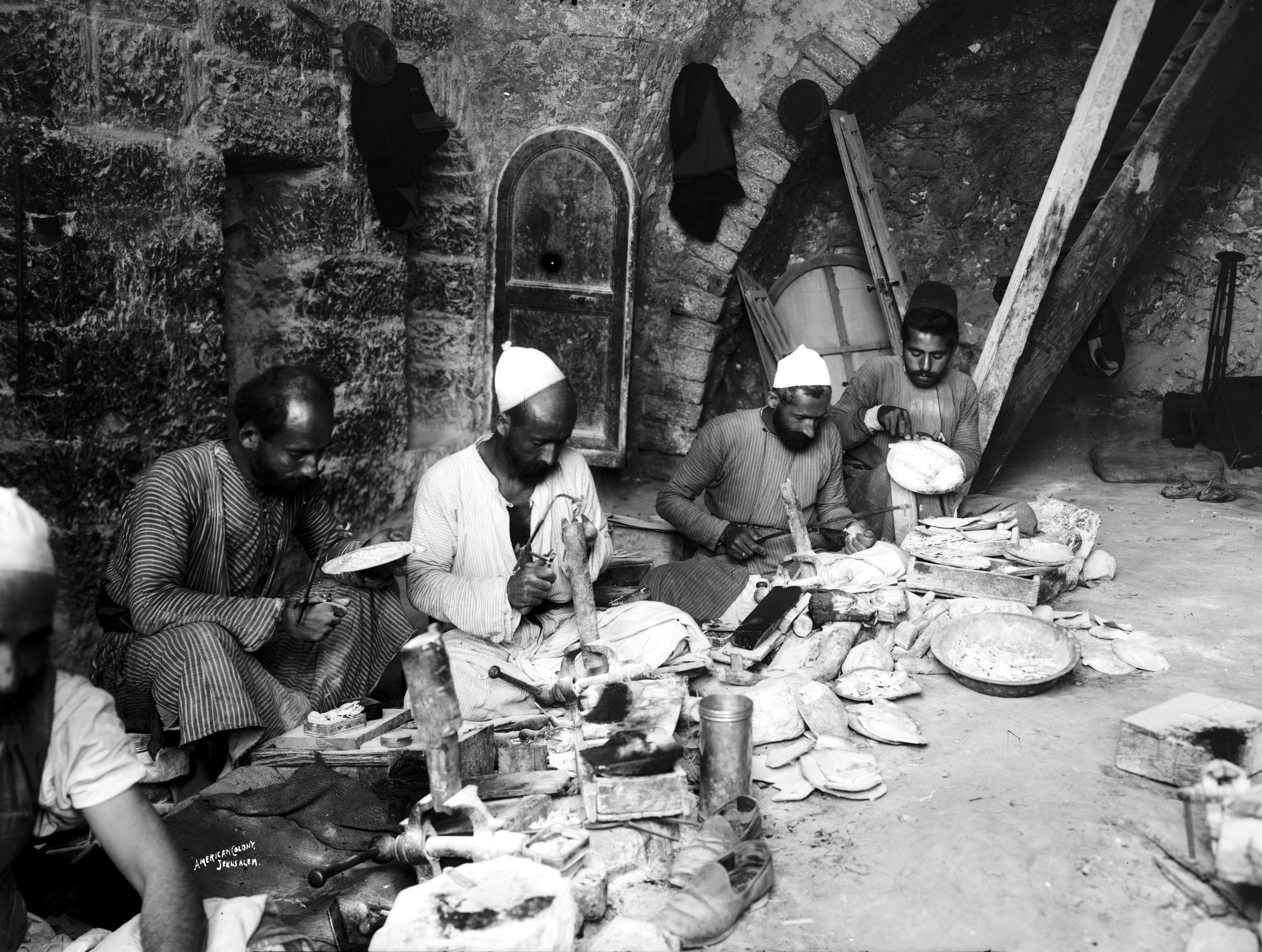
真珠母貝細工職人, 20世紀初頭

螺鈿細工はベツレヘムの伝統的な手工芸品で、イタリアから来たフランシスコ会の修道士が15世紀ごろに持ち込んだと言われている。継続的な巡礼者の訪れによって需要が高まり、少なくとも17世紀には女性の仕事ともなっていった。リチャード ポーコックは1727年にベツレヘムを訪れた際、これについて書き留めている。

### 文化センター、博物館
1991年にパレスチナ遺産センターがベツレヘムに建てられた。設立目的はパレスチナの民族衣装、芸術、伝承を保存し、広めることにある。ベツレヘム国際センターでは、言語やガイドの訓練を行い、女性や若者たちの支援を行っている。
エドワードサイード国際音楽院のベツレヘム支部には500名の生徒がいる。その主な目標は子供たちの音楽教育、教師の育成、音楽研究の支援、パレスチナの伝統音楽の研究である。
ベツレヘムには博物館が4つ存在する。Crib of the Nativity Museum ではイエスの生涯を模型で31点展示している。またシアターでは20分ほどのアニメーションも上映している。Badd Giacaman Museum はベツレヘムの旧市街に建ち、その歴史は18世紀にさかのぼる。UNDP、ギリシャ正教会と協力してDepartment of Antiquitiesが1998年から2000年にかけて復元し、オリーブ油の生産に関する展示を行っている。Baituna al-Talhami Museum は1972年に建設され、ベツレヘムの文化に関する展示を行っている 。International Museum of Nativity はユネスコによって建設された。

## 行政
ベツレヘムはベツレヘム県の政庁所在地である。

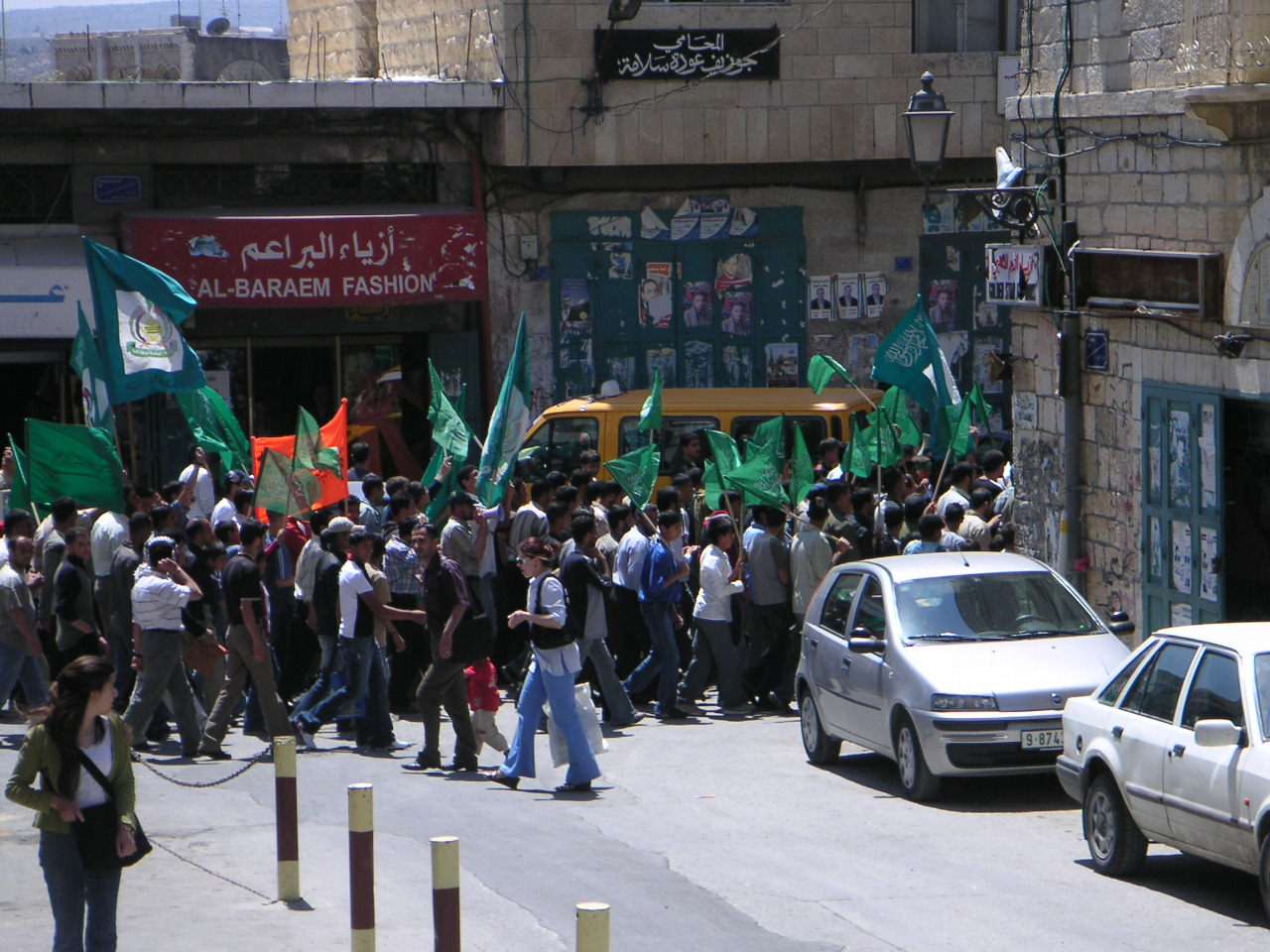
ベツレヘムにおけるハマースのデモ

1876年にベツレヘムでは最初の地方選挙が実施された。ベツレヘムの旧市街にある各地区の代表者たちは、街の各部族を代表する7名を地方議員として選出することに決めた。後に Farahiyyah と Najajrah 地区どちらかの代表を8番目の議員として認めた。市長となった者がカトリックであった場合、副市長はギリシャ正教から選出されなければならない、逆に市長がギリシャ正教なら副市長はカトリックとすると決まった。さらにその後1952年にシリア人地区が加わり9名となった。1953年にベドウィンの Ta'amrah 部族とパレスチナ難民の代表が加わり市会議員は11名となった。
1976年に法律が改正され、女性参政権が認められ、投票資格は一定の納税をしている21歳以上、被選挙権は25歳以上のものに与えられた。
2014年の時点では市会議員は市長と副市長を含め15名で構成されている。特別な法令により市長はキリスト教徒でなければならない。
市議会には政党の支部があり、共産主義者やイスラム主義者の政党もある。パレスチナ解放機構（PLO）の左翼派閥であるパレスチナ解放人民戦線（PFLP）やパレスチナ人民党（PPP）は大抵の場合、議席を確保している。ハマースは2005年の選挙で多数の議席を占めた。
2012年10月の選挙では、ファタハのヴェラ・バブーンが勝利し、ベツレヘムで初の女性市長となった。

### 歴代市長
| - Mikhail Abu Saadeh - 1876年 - Khalil Yaqub - 1880年 - Suleiman Jacir - 1884年 - Issa Abdullah Marcus - 1888年 - Yaqub Khalil Elias - 1892年 - Hanna Mansur - 1895年 - 1915年 - Salim Issa al-Batarseh - 1916 - 1917年 - Salah Giries Jaqaman - 1917年 - 1921年 - Musa Qattan - 1921年 - 1925年 - Hanna Ibrahim Miladah - 1926年 - 1928年 - Nicoloa Attalah Shain - 1929年 - 1933年 | - Hanna Issa al-Qawwas - 1936年 - 1946年 - Issa Basil Bandak - 1946年 - 1951年 - Elias Bandak - 1951年 - 1953年 - Afif Salm Batarseh - 1952年 - 1953年 - Elias Bandak - 1953年 - 1957年 - Ayyub Musallam - 1958年 - 1962年 - Elias Bandak - 1963年 - 1972年 - Elias Freij - 1972年 - 1997年 - Hanna Nasser - 1997年 - 2005年 - Victor Batarseh 2005年 - 2012年 - Vera Baboun - 2012年 - 2017年 - Anton Salman - 2017年 - |  |

## 教育
1997年のパレスチナ中央統計局（PCBS）の調査によると、10歳以上のベツレヘム市民は84%近くが読み書きを行える。10,414人は学校に通っていたことがあり、4,015人は初等教育まで、3,578人は中等教育まで、2,821人は高校に通っていた。高校に通っていたもののうち約14.1％は高校を卒業している。2006年にはベツレヘム県には135校の学校が存在した。100校はパレスチナ自治政府の教育庁が運営し、7校はUNRWAによって運営され、28校が私立校となっていた。
ベツレヘムにはベツレヘム大学がある。この大学はカトリック教徒の高等教育を行うために共学の大学として1973年にラ・サール会の伝統に則って設立され、どの宗教を信仰していても入学できる。西岸地区で初めて設立された大学であり、ラ・サール会がパレスチナやエジプトで学校を設立した1893年に起源を持つ。

## 交通

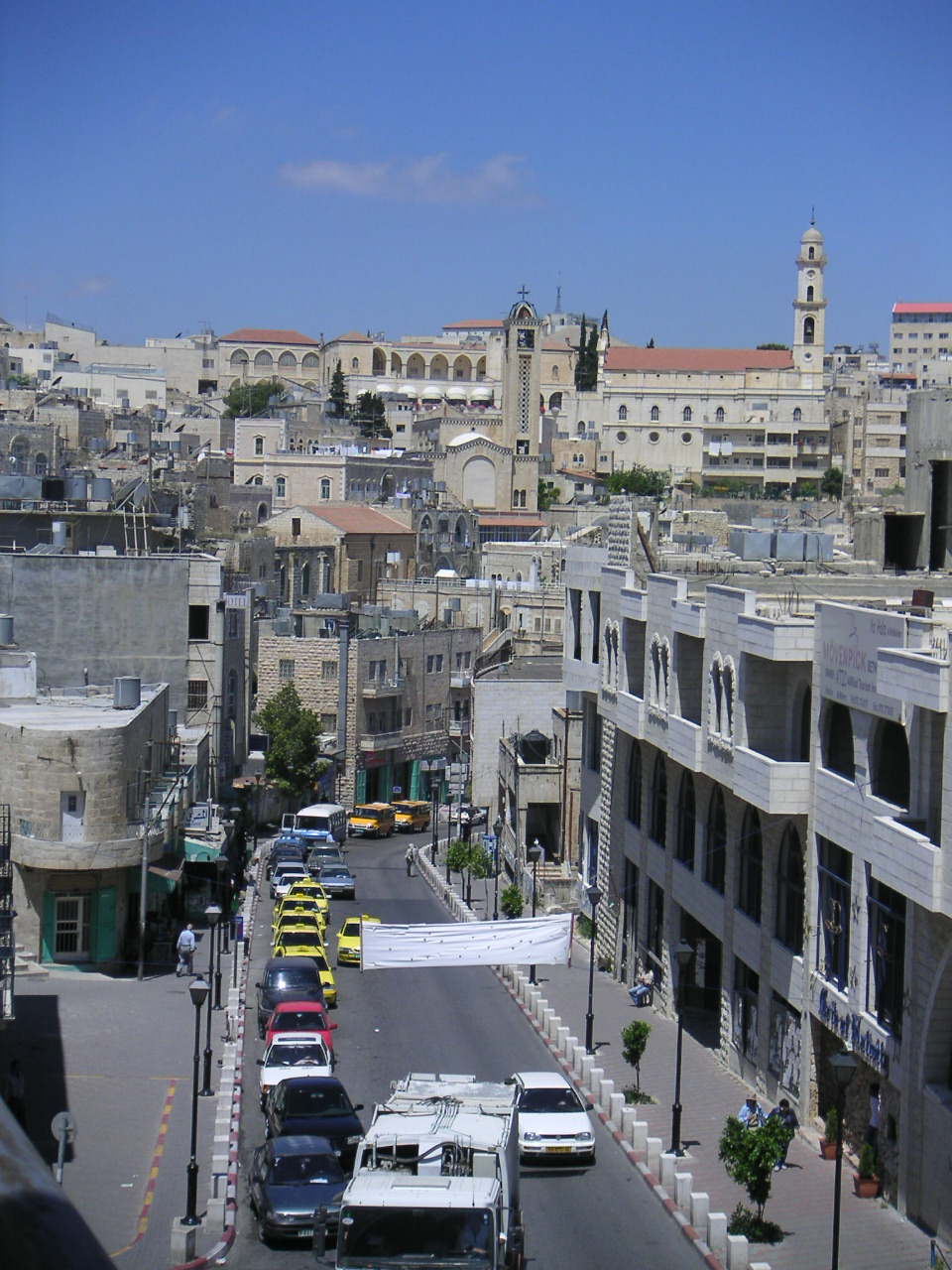
ベツレヘム市内の通り

ベツレヘムには民間企業が運営する3つのバスターミナルがある。バスはエルサレム、ベイト・ジャラ、ベイト・サフール、ヘブロン、ナハリン、バティア、アル・ハデル、アル・ウベイディヤ、ベイト・ファジャー行きが運行している。2つのタクシー乗り場からはエルサレム、ベイト・ジャラ、ベイト・サフール、テコア、ヘロデオンに向かうことができる。レンタカーもムラドとオラービーの営業所が存在する。西岸地区のバスとタクシーの免許ではイスラエルに入国することが出来ず、エルサレムにも許可なく入ることは出来ない。
イスラエルが建設した分離壁は市街地の北側に沿って建てられ、数mの範囲内に片側にアイダ難民キャンプがあり、反対側にイスラエルの地区が存在している。ベツレヘム都市的集積地域から他の西岸地区への出入りはイスラエルによる検問所と道路封鎖により困難になっている。西岸地区からエルサレムに向かうベツレヘムの住民は許可制となっている。

## ギャラリー

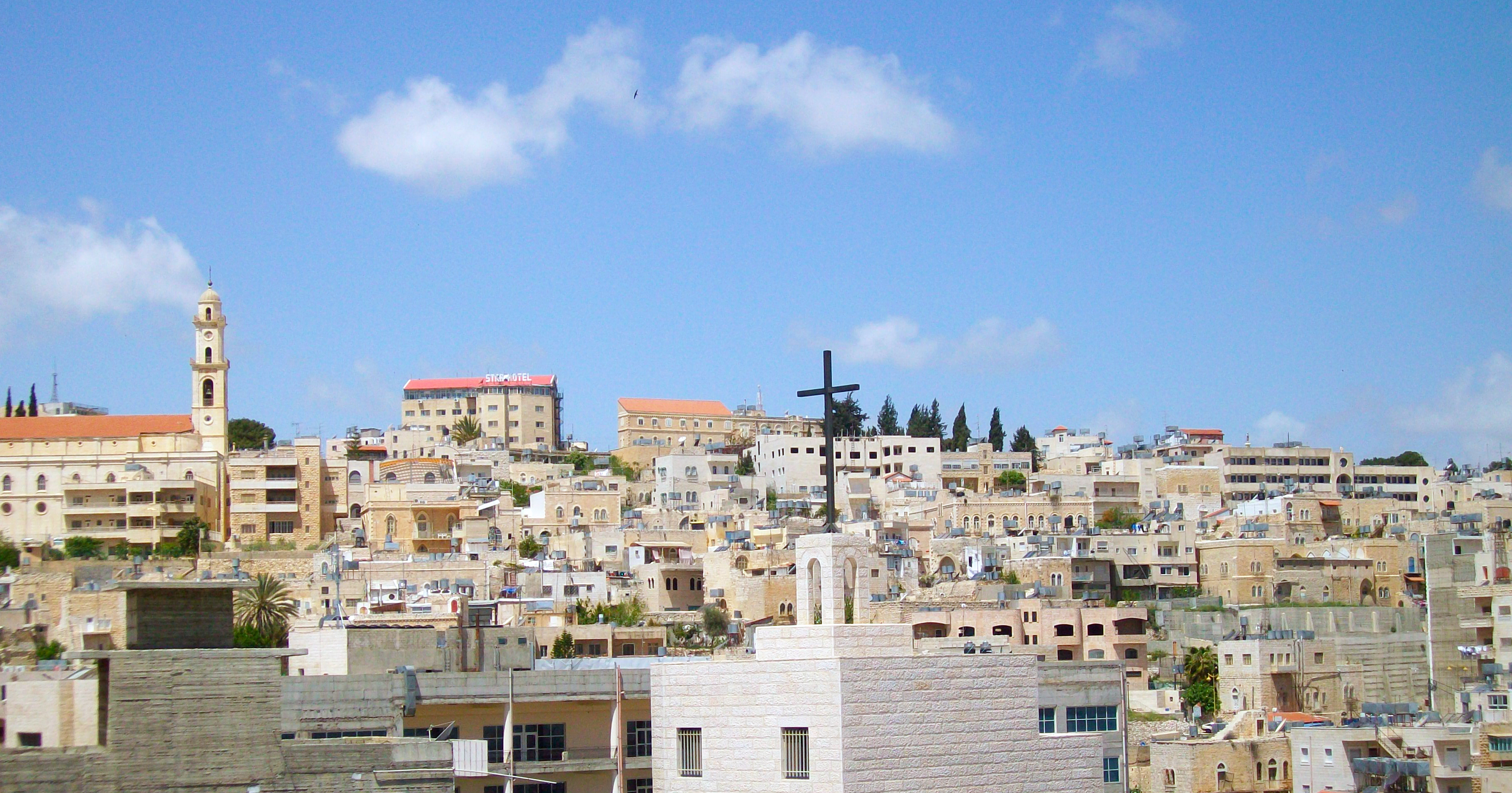
ベツレヘム市街
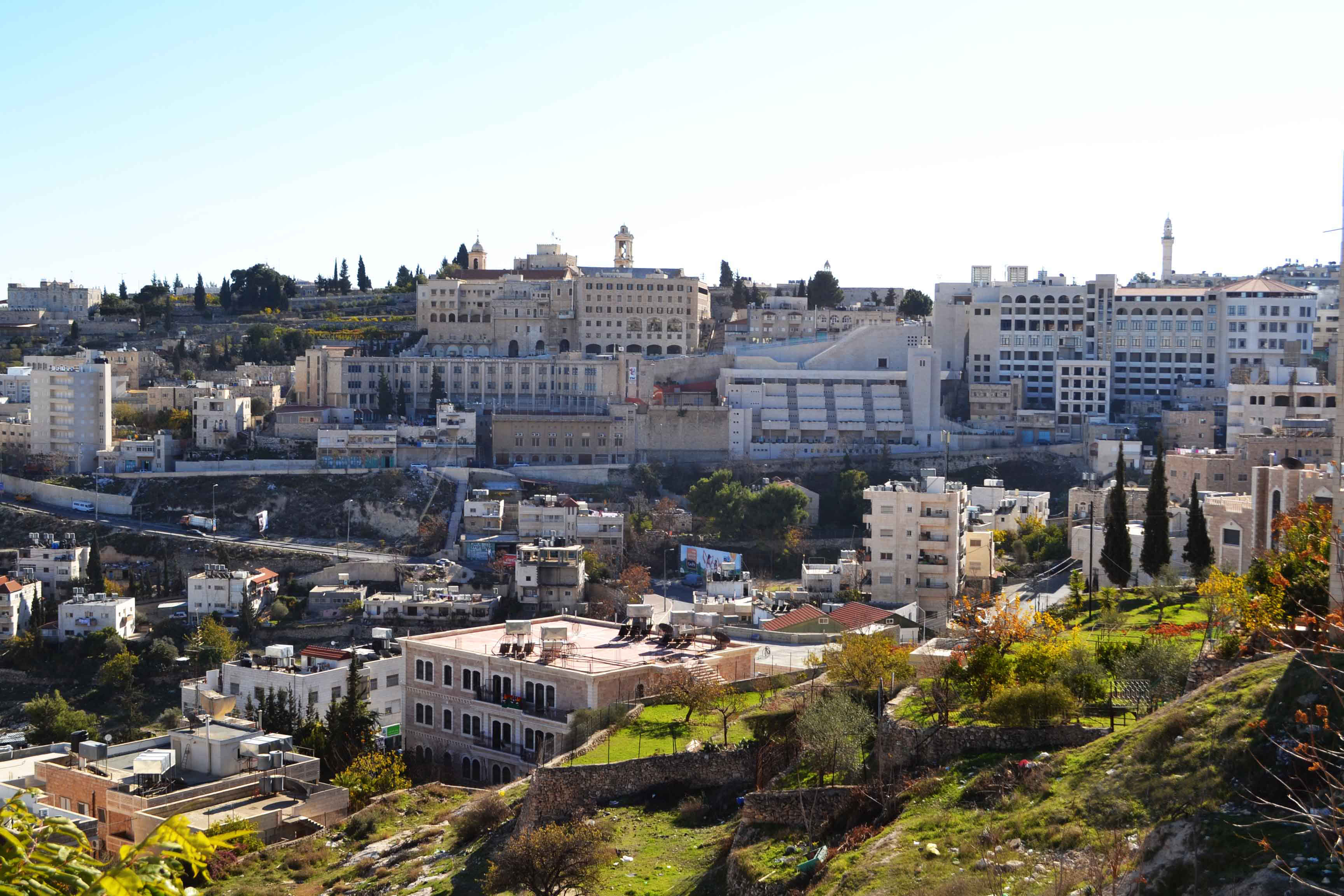
ベツレヘム市街
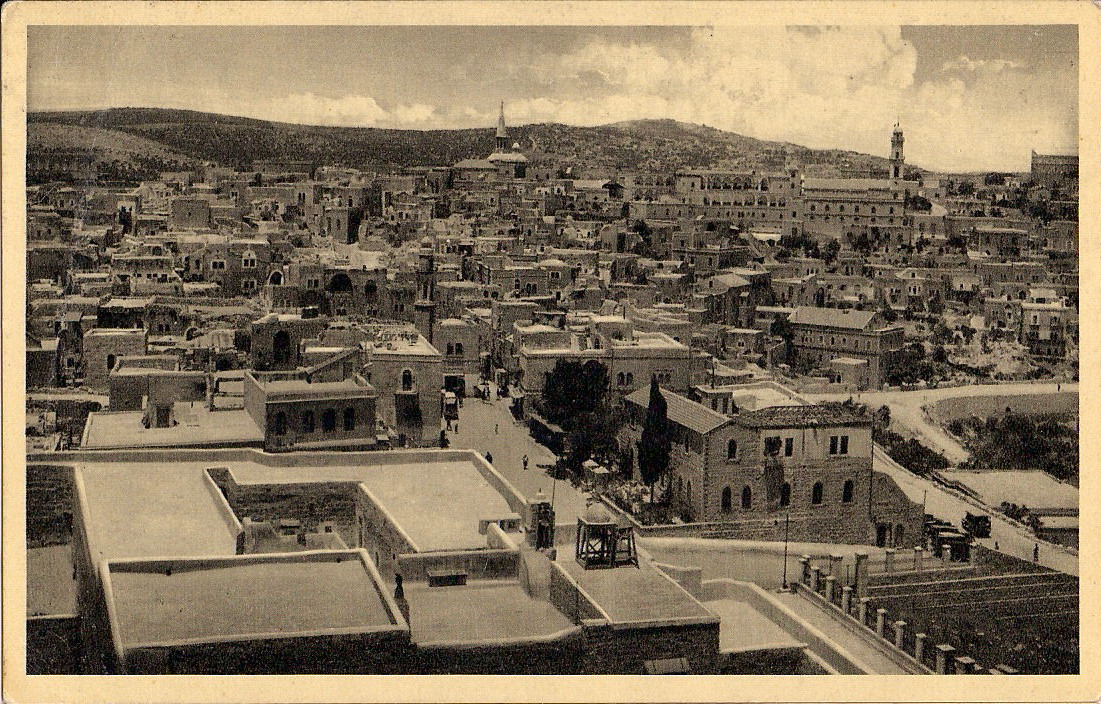
1920年代のベツレヘム
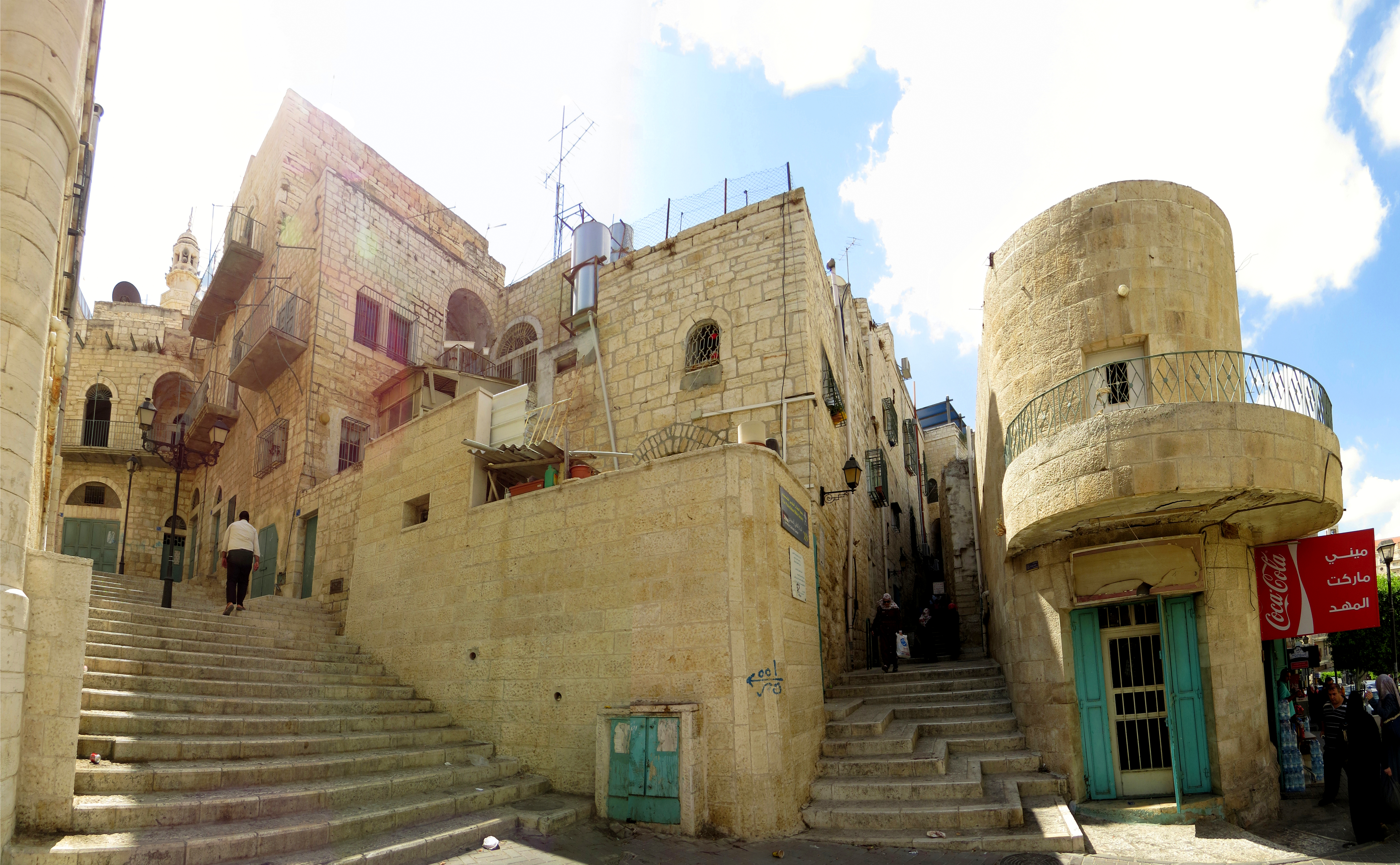
旧市街の一画
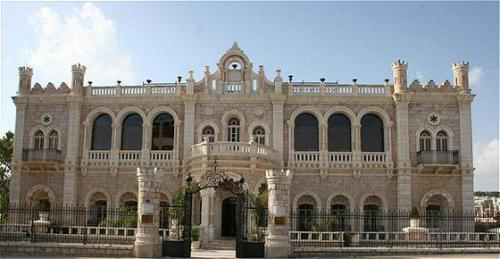
ジャーシル・パレス・ホテル
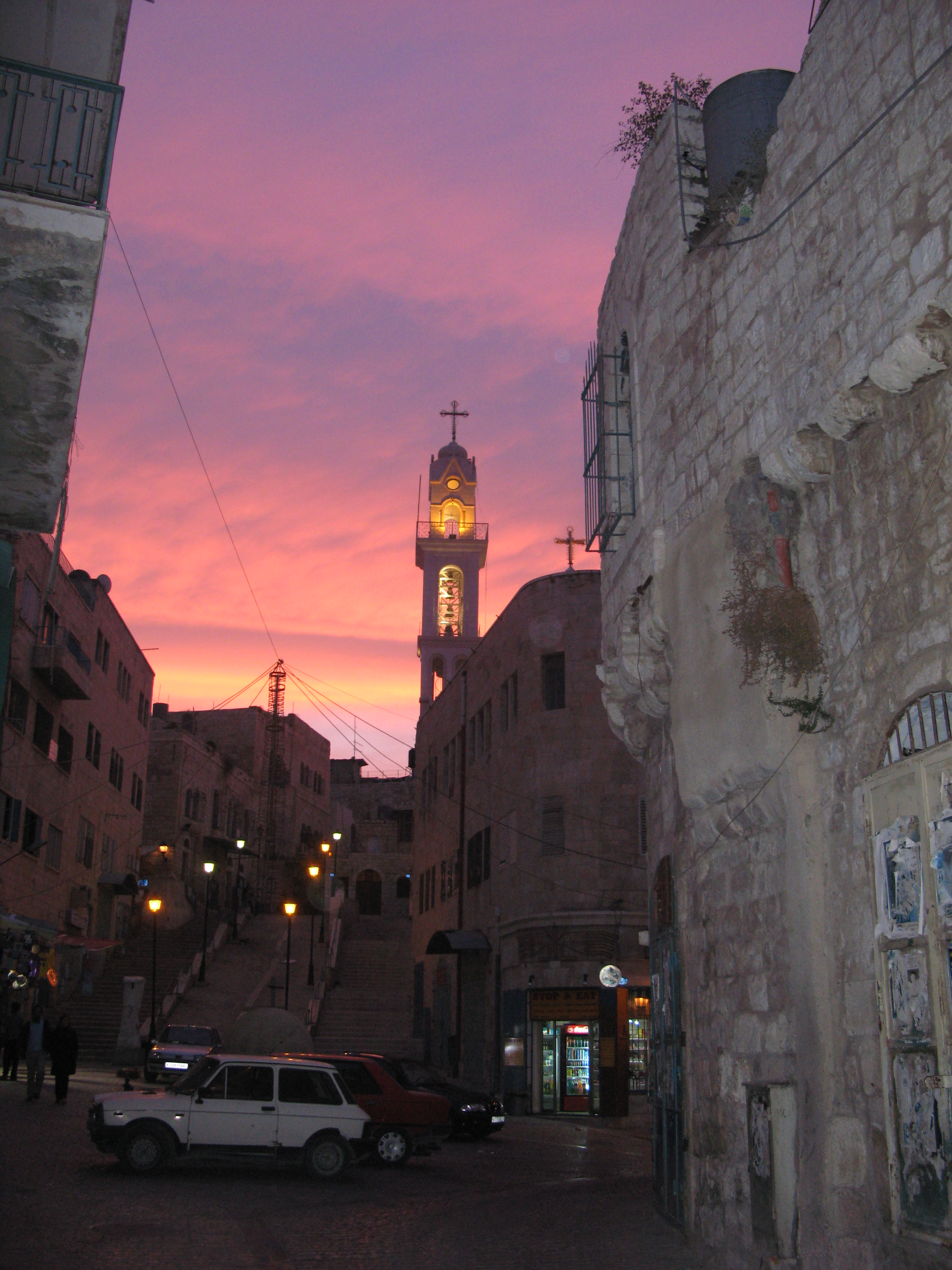
旧市街の一画
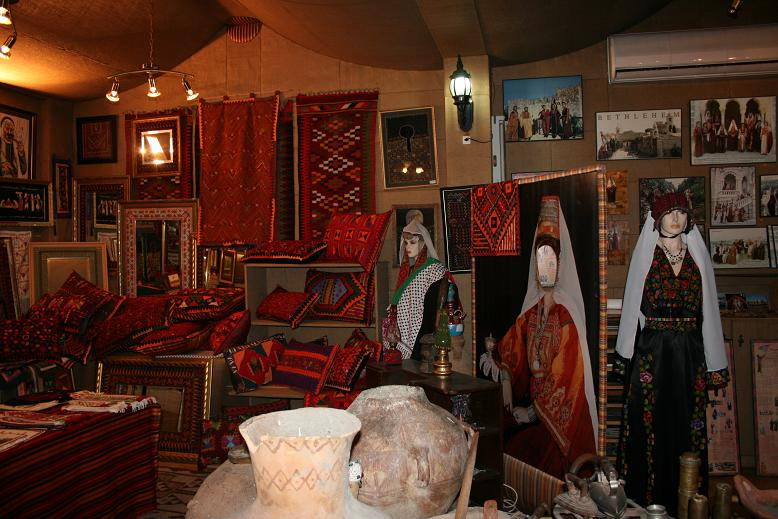
パレスチナ遺産センターの一角
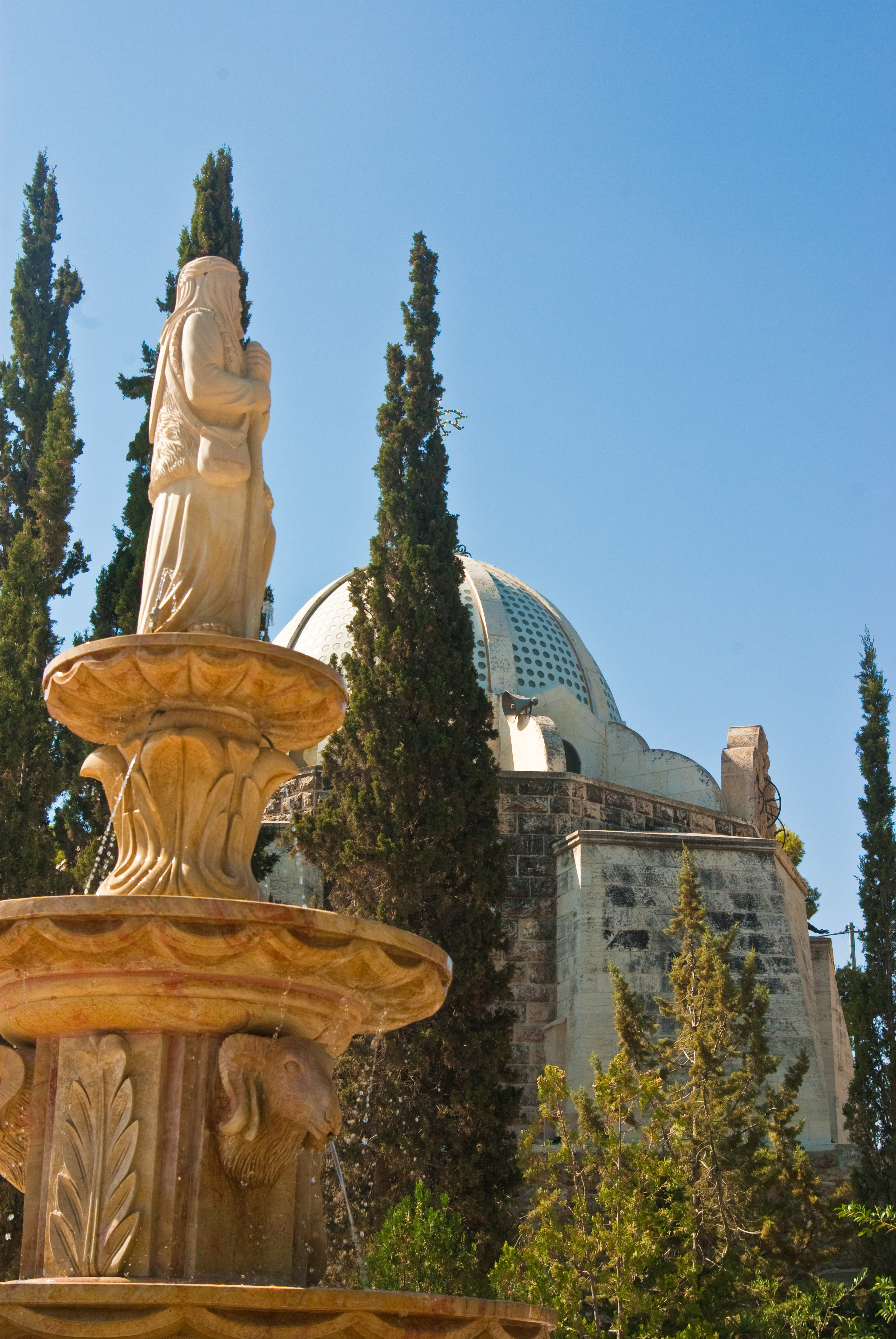
羊飼いの野の教会

## 姉妹都市、兄弟都市
ベツレヘムの姉妹都市、兄弟都市一覧
| - マリックビル オーストラリア - シュタイアー オーストリア - ベレン ブラジル - ベロオリゾンテ ブラジル - ナタール ブラジル - ヴァリーニョス ブラジル - サン・ペードロ・ド・ブチアー ブラジル - ビジャ・アレマーナ チリ - コンセプシオン チリ - トジェベホヴィツェ・ポト・オレベム チェコ共和国 - ハープサル エストニア - シャルトル フランス - グルノーブル フランス - パレ・ル・モニアル フランス - ストラスブール フランス - ケルン ドイツ - アテネ ギリシャ - カロチャ ハンガリー | - アッシジ イタリア - チヴィタヴェッキア イタリア - コンヴェルサーノ イタリア - フィレンツェ イタリア - グレッチョ イタリア - ラツィオ州 イタリア - ミラノ イタリア - モンテヴァルキ イタリア - オルヴィエート イタリア - パヴィーア イタリア - プラトヴェッキオ イタリア - サン・ミニアート イタリア - サンタナスタジーア イタリア - ウンブリア州 イタリア - ヴェローナ イタリア - マダバ ヨルダン - アインシーレム マルタ - モンテレイ メキシコ | - ラバト モロッコ - デン・ハーグ オランダ - サルプスボルグ ノルウェイ - クスコ ペルー - チェンストホヴァ ポーランド - リスボン ポルトガル - サンクトペテルブルク ロシア - プレトリア 南アフリカ - コルドバ スペイン - レガネス スペイン - サラゴサ スペイン - ヤルヴァチュ トルコ - アブダビ アラブ首長国連邦 - グラスゴー イギリス - バーリントン アメリカ合衆国 - ジョプリン アメリカ合衆国 - オーランド アメリカ合衆国 - サクラメント アメリカ合衆国 |